# Besondere netztechnische Betriebsmittel
Besondere netztechnische Betriebsmittel ist die Bezeichnung von vier Gasturbinenkraftwerken in Süddeutschland.

## Grundlage
Gesetzliche Grundlage ist § 11 Abs. 3 des Energiewirtschaftsgesetz. Sie dürfen auf dem europäischen Strommarkt nicht veräußert werden. Sie dienen nur zur Netzstabilisierung. Sie müssen innerhalb von 30 Minuten mit Volllast am Netz sein und diese 38 Stunden halten. Im Gegensatz zu normalen Kraftwerken werden ihre Kosten nicht mit Arbeitspreis bezahlt, sondern werden mit den Netznutzungsentgelte von den Übertragungsnetzbetreiber finanziert. Mit der EnWG Novelle 2021 wurde der Paragraph wieder abgeschafft.

## Kraftwerke
2021 wurde entschieden, dass 4 Kraftwerksstandorte mit je 300 MW ausgeschrieben werden sollen.

### Irsching 6
Uniper erhielt 2018 von Tennet den Zuschlag für den Bau eines Kraftwerkblockes im oberbayerischen Irsching erhalten. Das Unternehmen gab Ansaldo Energy den Auftrag. Im September 2023 wurde das Kraftwerk von Uniper übernommen.

### Biblis
Im März 2023 übernahm Amprion ein von RWE am Standort des ehemaligen Kernkraftwerk Biblis betriebenes Kraftwerk. Es besteht aus elf Turbinen mit je 33 MW.

### Leipheim
2021 erhielt die LEAG von Amprion den Zuschlag für die Errichtung einer Gasturbine auf dem ehemaligen Flugplatz Leipheim. Siemens Energy errichtete eine Gasturbine vom Typ 4000F und übernahm die Betriebsführung per Remote.

### Marbach am Neckar
EnBW Energie Baden-Württemberg erhielt von TransnetBW den Zuschlag. Am 12. Oktober 2020 fand der Spatenstich in Marbach am Neckar statt. Im Gegensatz zu den anderen Kraftwerken wird es mit Öl betrieben. Sie wird ebenfalls von Ansaldo Energy erbaut.

## Kritik
Vor allem beim Bundesverband der Energie- und Wasserwirtschaft stieß sie auf Kritik, da die Nachnutzung nicht geklärt ist, die Jahreseinsatzzeiten zu hoch sind und die Einheiten zu groß sind, um auch Stadtwerken den Betrieb zu ermöglichen.